# 彼得·帕卢赫
彼得·帕卢赫（1958年2月17日—），斯洛伐克男子足球运动员，司职守门员。他曾代表捷克斯洛伐克国家队参加1990年国际足联世界杯，结果队伍止步八强。